# 윌리엄 레비
윌리엄 레비 구티에레스(William Levy Gutiérrez, 1980년 8월 29일 ~ )는 쿠바 출신 미국의 배우이자 전직 모델이다.

## 성장 과정
레비는 코히마르에서 태어났으며, 외할아버지는 유대인이다. 레비는 미혼모인 바버라에 의해 길러졌다. 열네살때 마이애미로 이주했다. 고등학교를 졸업하고, 세인트 토머스 대학교에서 야구 장학금을 받으며 경영학을 공부하였다. 연기 공부를 하기 위해, 로스앤젤레스로 이주하였으며, 마이애미와 멕시코시티에서 연기 공부를 하고 있다.

## 경력
레비는 모델 일을 하다가, 2006년 《Olvidarte jamás》를 통해 텔레비전 배우 데뷔를 하였다. 이 후 여러 텔레비전 시리즈와 텔레노벨라에 출연하다가 2008년, 《Retazos de Vida》로 첫 영화 데뷔를 하였다. 2012년에는 미국판 《댄싱 위드 더 스타》에 출연하여 셰릴 버크와 파트너를 맺어 3위를 하였다.

## 사생활
2003년, 레비는 배우 엘리자베스 구티에레스와 교제를 하였다. 2006년, 둘 사이에서 아들 크리스토퍼(Christopher)가 태어났으며, 2010년 3월 6일에는 케일리(Kailey)라는 딸이 태어났다. 2011년 5월, 둘은 헤어졌다.
2008년 7월 11일, 레비는 종교를 가톨릭으로 개종하였다.

## 작품 목록
- 레지던트 이블: 파멸의 날